# Sinia casimiri
Sinia casimiri är en fjärilsart som beskrevs av Arthur Francis Hemming 1932. Sinia casimiri ingår i släktet Sinia och familjen juvelvingar. Inga underarter finns listade i Catalogue of Life.